# Thé en Égypte

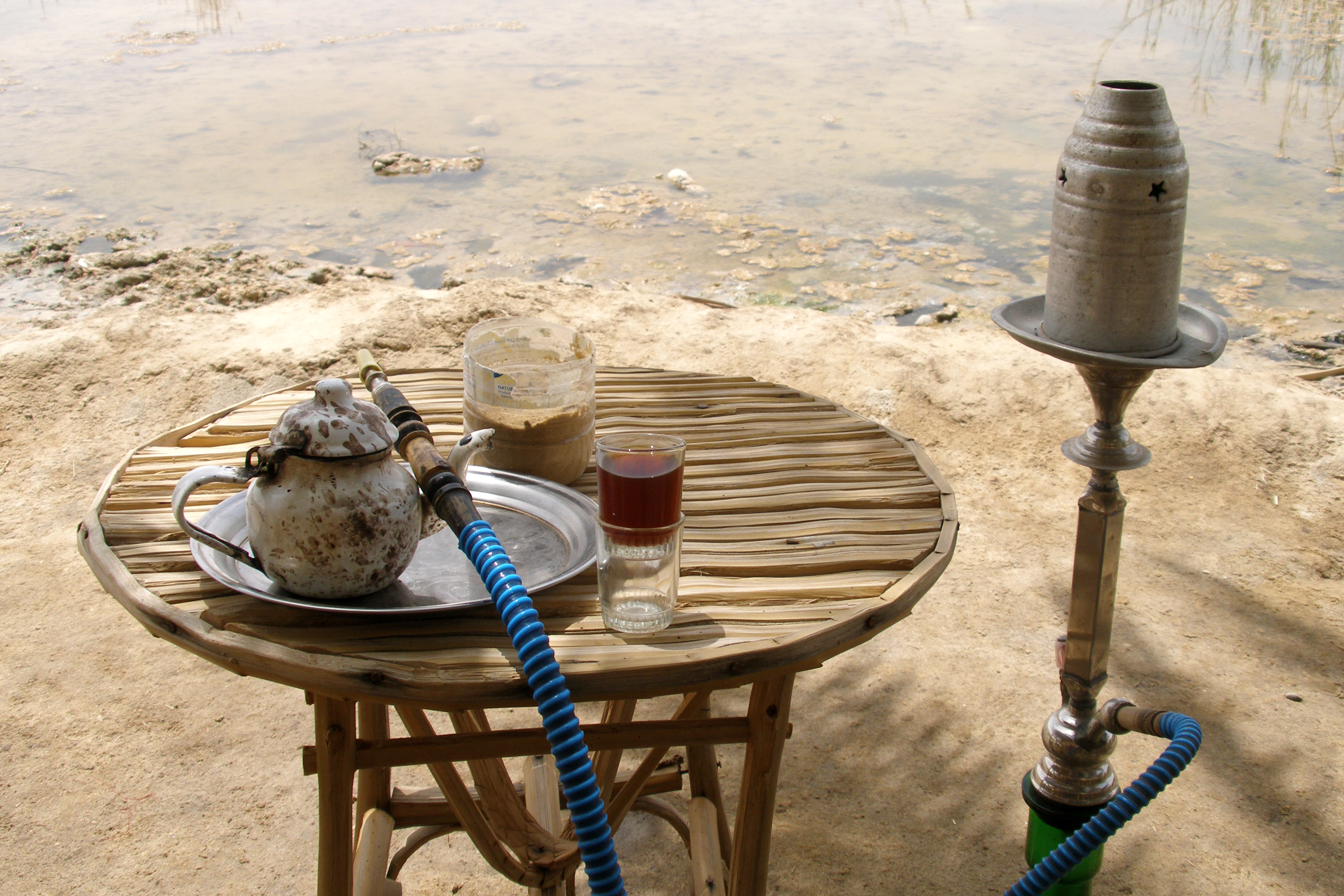
Thé servi à l'oasis de Siwa, au nord-ouest de l'Égypte.

Le thé en Égypte (appelé shai) est très répandu et majoritairement importé du Kenya et du Sri Lanka.

## Histoire
Le thé arrive en Égypte au XVIe siècle et est rapidement très accessible, les importations depuis l’Asie étant relativement simples et peu coûteuses.

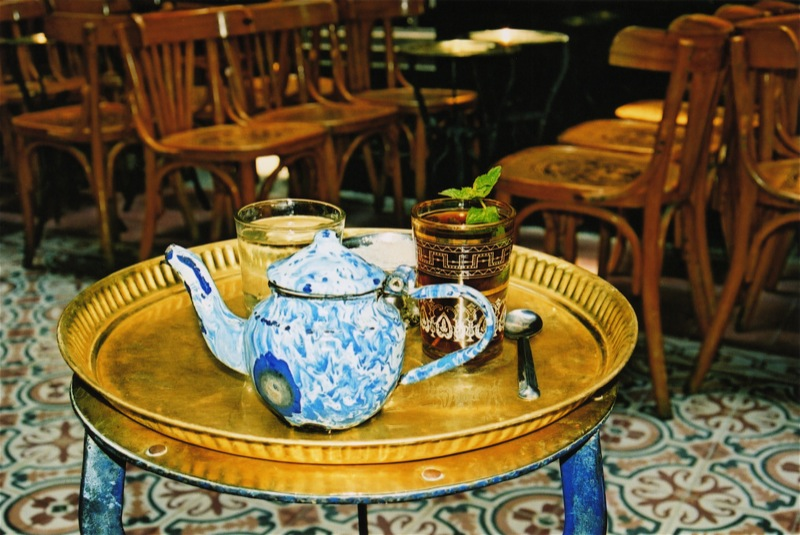
Thé à la menthe au café.

En 1797, le café El Fishawy (ar) ouvre ses portes au Caire. Au début du XXe siècle, le Fishawy devient un lieu majeur de la vie intellectuelle égyptienne, comptant Naguib Mahfouz, Ahmed Zewail et Farouk parmi sa clientèle régulière. En 1986, des travaux sur la place Hussein réduisent la superficie de l’établissement.
La consommation de thé se démocratise sous le règne britannique : importé d’Inde, il gagne en popularité en particulier entre 1920 et 1950.
Le tournant du XXIe siècle est marqué par des réformes économiques contrastées qui bouleversent le marché du thé égyptien : en 1989, une loi dispose que les nouvelles entreprises alimentaires, y compris celles commercialisant le thé, bénéficient de crédits d'impôts pour une durée allant jusqu'à 10 ans ; en 1994 et 1995, une levée des monopoles publics des sociétés d'import, laissant la place à des entreprises privées de s'installer ; l'installation de l'Égypte dans le marché commun de l'Afrique orientale et australe, qui, en réduisant les droits de douane, favorisa l'import de thé, en particulier depuis le Kenya ; mais aussi autorisation du flottement de la livre égyptienne en janvier 2003, ce qui a pénalisé la capacité globale du pays à importer.

## Consommation

### Préparation
Le thé est bu pendant et entre les repas.
Il s’agit souvent simplement de thé noir en sachet, auquel on ajoute du sucre et de la menthe fraîche. En dehors des repas, le thé est souvent accompagné de baklava ou de basboussa.
Les thés égyptiens se déclinent en deux variétés : le koshary et le saiidi,. Le thé koshary est populaire dans la Basse-Égypte ; il est préparé selon la méthode traditionnelle de trempage dans de l'eau bouillante et laissé infuser durant quelques minutes. Il est presque toujours édulcoré avec du sucre de canne et est souvent aromatisé avec des feuilles de menthe.
Le thé saiidi est commun en Haute-Égypte. Il est préparé en faisant bouillir du thé noir avec de l'eau pendant cinq minutes à feu vif. Le thé saiidi devient alors très fort et très amer, et on l’édulcore avec de grandes quantités de sucre de canne.

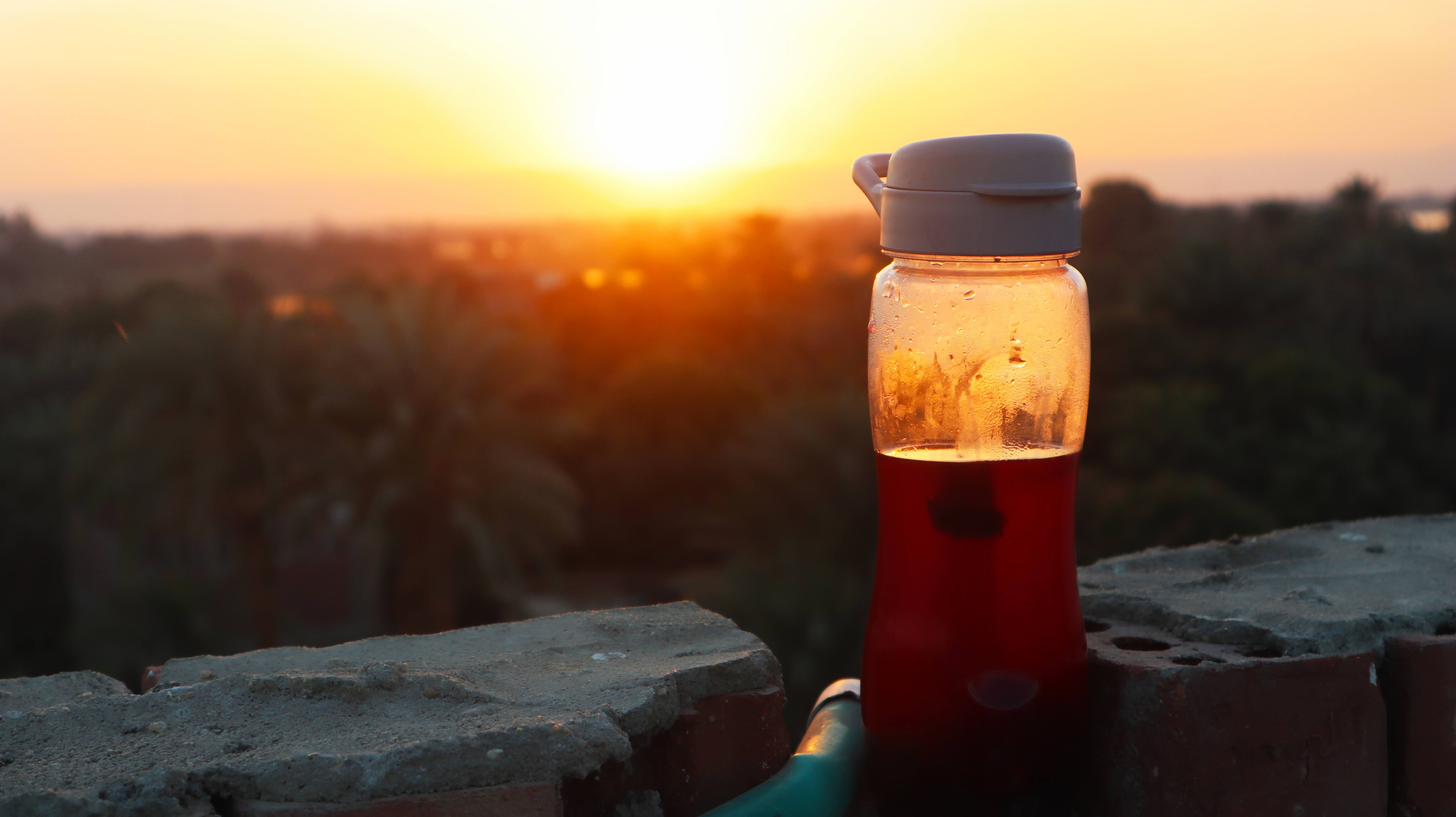
Karkadé infusé au soleil.

En plus du thé, les tisanes sont souvent servies dans les maisons de thé égyptiennes. Le karkadé (en) est une tisane faite à partir des fleurs d'hibiscus, parfois sucrée. Le sahlab est préparé à partir d’un bulbe d’orchidée, de lait, d’épices et de pistaches. Le yansoon, préparé à base de graines d’anis, est utilisé pour ses propriétés médicinales contre le rhume et le mal de gorge.
Le thé shai barad est préparé sur sable chaud.

### Maisons de thé
Dès le début du XXe siècle, les autorités égyptiennes considèrent les maisons de thé, en particulier rurales, comme des lieux de vice : en effet, elles sont des lieux oisifs, où l'on passe le temps et s'adonne aux jeux et parfois à des drogues (cocaïne, opium), plutôt que de travailler productivement. Comme dans les maisons de thé, le thé est préparé au fur et à mesure, en rajoutant de l'eau et des feuilles à la théière sans la vider, ce mode de consommation, où la même feuille peut être infusée plusieurs fois, est alors vue comme dangereuse.
L'inquiétude est telle qu'une étude est financée en 1938 sur l'impact du thé sur la santé des paysans : elle ne montre pas d'effet spécifique de ce mode de préparation, mais uniquement un facteur de risque lié à la consommation importante de caféine, en particulier lorsque liée aux autres maux de la paysannerie égyptienne : épidémies, sous-nutrition, et travail excessif.

## Demande

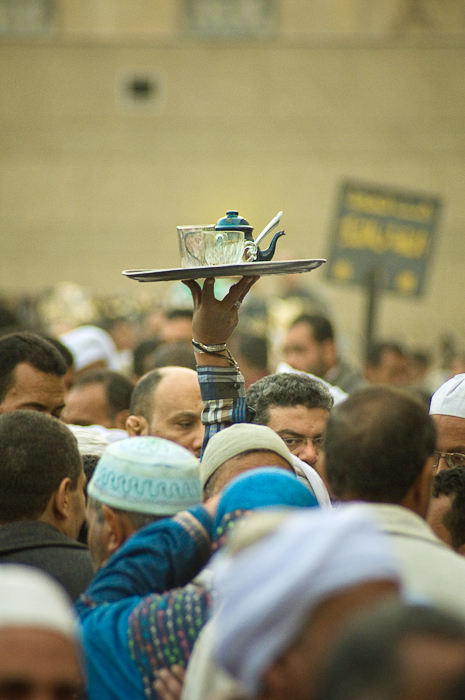
Thé égyptien.

Dans les années 2010, l’Égypte consomme 65 à 75 000 tonnes de thé par an, en particulier du thé Earl Grey, Assam et du thé vert. En moyenne, la consommation par habitant est de 0.8 à 1kg par an par personne.
En 2015, le marché du thé arrive à 507 millions de dollars américains, avec une forte augmentation (en moyenne 31,29 % par an) de 2015 à 2019.
En 2020, la marque de boissons la plus vendue en Égypte, tous types de boissons confondus, est le thé El Arosa.

## Commerce

### Importation
Aucun thé n’est cultivé en Égypte. Les thés sont presque exclusivement importés du Kenya et du Sri Lanka, avec une partie venant aussi d'Inde, de Chine, d'Indonésie et du Royaume-Uni,. Si la plupart des pays exportateurs en Egypte le font à leur maximum de capacité étant donné le prix psychologique de leurs thés respectifs dans le pays, ce n'est pas le cas de l'Inde, qui est plutôt bloquée par des accords politiques.
L'importation de thé est d'ailleurs une arme diplomatique du gouvernement égyptien : lors de tensions avec le Kenya au début des années 2000 sur les accords commerciaux, où le Kenya avait restreint ses importations en provenance d'Égypte, l'Égypte avait répliqué en limitant ses imports de thé.
Le gouvernement égyptien estime que le thé est une culture stratégique et possède de grandes plantations au Kenya. Le thé vert est arrivée récemment en Égypte (seulement à la fin des années 1990) et n'est pas aussi populaire que le thé noir.

### Marques commerciales
En 2020, la marque de boissons la plus vendue en Égypte, tous types de boissons confondus, est le thé El Arosa.

## Représentations culturelles

### Thé comme preuve de l'oisiveté
En 1992, Hosni Moubarak réforme l'agriculture égyptienne, augmentant le pouvoir des propriétaires agricoles face à celui des métayers ; cette réforme, peu acceptée par la population rurale, fait l'objet d'une campagne de communication nationale visant à peindre les paysans égyptiens comme ayant fondamentalement besoin d'un leader éclairé pour décider de leur vie : dans cette optique, la pauvreté de la ruralité égyptienne s'expliquerait par une mentalité particulière, faite de règlements de compte et de consommation excessive de thé noir. Le bureau anti-drogue lance à la même époque une campagne de mesure de la consommation de haschisch, d'opium et de thé noir par les paysans, et à expliquer la criminalité par ces consommations.
Cette représentation n'est pas nouvelle, puisqu'elle date du début du XXe siècle : déjà à l'époque, les autorités égyptiennes évaluaient la consommation de thé des ouvriers agricoles et considéraient que celle-ci était nocive par nature, car l'argent dépensé dans le thé ne l'était pas dans la nourriture et le temps passé à boire le thé ne l'était pas à travailler, et en concluaient qu'un travailleur « perdait 25% de ses capacités » en buvant du thé.

### Thé comme renfort pharmaceutique
Le thé est vu en Egypte comme la meilleure boisson d'accompagnement des analgésiques, en particulier du tramadol, dont il augmenterait la rapidité d'action.